# Curimopsis vicentina
Curimopsis vicentina is een keversoort uit de familie pilkevers (Byrrhidae). De wetenschappelijke naam van de soort is voor het eerst geldig gepubliceerd in 1974 door Blackwelder & Arnett.